# Fortinera (danza)
La fortinera es una danza nativa argentina creada por Emilio Juan Sánchez (música), Raúl Carlos Barras (letra) y Hugo Bono (coreografía) en 1959.

## Clasificación
Es una danza de galanteo, de pareja suelta e independiente y movimiento vivo; se baila con castañetas y paso básico, salvo en las cuatro últimas notas en las que el caballero da tres pasos marciales seguidos por un punteo. Se baila en la segunda colocación o en esquinas. 8 compases de introducción, 64 compases de baile; total 72 compases.

## Coreografía
- 1, 2, 3 y 4. 4 Esquinas: de arco amplio con un girito en el 2º compás (16c, 4c c/u).
- 5. Media vuelta y giro (4c).
- 6. Media vuelta y giro (4c).
- 7. Zapateo del varón, giro de la dama (4c).
- 8. Zarandeo de la dama, giro del caballero alrededor de la dama (4c).
- 9. Media vuelta y giro (4c).
- 10. Media vuelta y giro (4c).
- 11. Zarandeo de la dama, giro del caballero alrededor de la dama (4c).
- 12. Zapateo del varón, giro de la dama (4c).
- 13. Media vuelta en "S" (4c).
- 14. Giro y contragiro (4c).
- 15. Zapateo y zarandeo (4c).
- 16. Giro y contragiro de la mujer, giro y avance final con coronación del caballero (4c).

## Segunda
La segunda es similar a la primera, los bailarines comienzan en los lugares opuestos.